# Stockholm Live

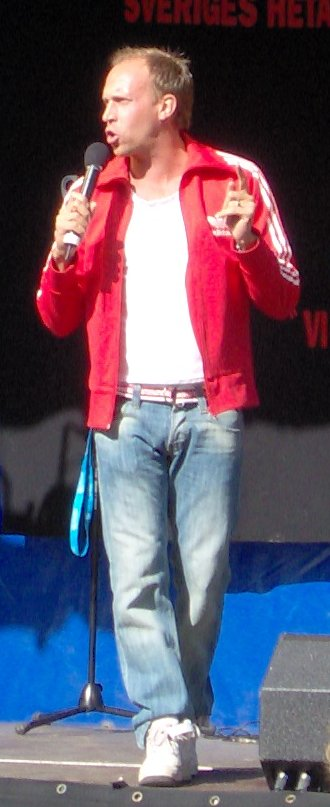
Jakob Öqvist, programledare för Stockholm Live.

Stockholm Live var ett TV-program som sändes i SVT i tre säsonger åren 2004, 2005 och 2007. Nordisk Film och Stockholm Comedy Klubb producerade programmet. Det innehåller ståuppkomik och sketcher framförda live inför publik av inbjudna komiker, samt även av programledarna. Programledare var Shan Atci (2004 och 2005), Özz Nûjen, Janne Westerlund och Jakob Öqvist. Exempel på gäster som medverkat i serien är Magnus Betnér, Shazia Mirza, Ami Hallberg Pauli, Peter Wahlbeck, Ann Westin, Henrik Schyffert, Zinat Pirzadeh, Johan Glans och David Batra m.fl.
Den första säsongen spelades in i tio program under hösten 2004 på Hotel Rival i Stockholm. Den andra och tredje spelades in på Södra teatern. DJ Qute stod för musiken. Den tredje säsongen sändes under våren 2007. Från och med våren 2009 började man köra stå-uppserien Stockholm Live on the Moon, som är en fortsättning på Stockholm Live, på Blue Moon Bar i Stockholm. Detta spelas dock inte in för TV utan visas live för publik på plats. Under de senaste åren kan showen ses på hemsidan www.stockholmlive.se

## Inbjudna komiker

### Säsong 1
1. Hans Rosenfeldt, Fredrik Lindström & Ann Westin
2. Anna-Lena Brundin & Magnus Betnér
3. Babben Larsson & Tobias Persson
4. Peter Wahlbeck, Mårten Andersson & Spectra-kören
5. Henrik Schyffert & Måns Möller
6. Shazia Mirza & Khalid Geire
7. Pontus Enhörning & Ami Hallberg
8. Anna Blomberg & Thomas Järvheden
9. Patrik Larsson, Robin Paulsson & En Liten Jävla Kvinnorörelse: Zeid Andersson, Anna-Lena Brundin, Yvonne Skattberg & Ann Westin
10. Johan Glans, Marika Carlsson, Spectra-kören & Infinite Mass

### Säsong 2
1. David Batra & Magnus Betnér
2. Peter Wahlbeck & Elin Nordén
3. Johan Glans, Göran Gabrielsson (som kung Carl XVI Gustaf) & Sara Young
4. Måns Möller & Sara Andersson
5. Måns Möller, Mårten Andersson & Lasse Nilsen
6. Stockholms Gaykör, Ann Westin & Gustaf Skördeman
7. Lasse Karlsson & Lena Frisk
8. Spektrumkören (dock inte hela kören), Thomas Järvheden, Göran Gabrielsson (som Lars Leijonborg) & Hasse Brontén
9. Tobias Persson, Henrik Dorsin, Patrik Larsson, Spektrumkören (dock inte hela kören), Micke Lindgren & Thomas Järvheden
10. Det bästa från säsongen

### Säsong 3
Petra Mede och Anna Granath gästspelade i varje avsnitt, där de spelade två tjejkompisar som försökte imponera på varandra.
1. Peter Wahlbeck, Kodjo Akolor & André Wickström
2. Tobias Persson, Magnus Betnér & Petra Mede
3. Henrik Schyffert, Özz Nûjen, Mikael Koppelman, Zinat Pirzadeh & Henrik Elmér
4. Johan Glans, Fredrik Andersson, Thomas Petersson & Per Andersson som Mikael Wiehe
5. Jonas Gardell, Björn Gustafsson, Mårten Andersson & Peter Wahlbeck
6. David Batra, Hans Åke Andersson, Lasse Karlsson, Anna Granath och Tobias Persson. Jakob Öqvist avslutade programmet med en sång.
7. Robin Paulsson, Marcus Palm, Lasse Nielsen, Dominik Henzel och Thomas Järvheden (som avslutade programmet med en sång.)
8. Måns Möller, Kristoffer Appelquist och Terje Sporsom (från Norge). Janne Westerlund & Henrik Elmér avslutade programmet med en sång.
9. Ann Westin, Marika Carlsson, Thomas Järvheden & Anders Celin
10. Det bästa från säsongen samt bakom kulisserna-material.